# Grand-Vabre
Grand-Vabre korábbi község Franciaország Okcitánia régiójában, Aveyron megyében. Lakosainak száma 381 fő (2018. január 1.). Grand-Vabre Almont-les-Junies, Conques, Noailhac, Saint-Parthem, Saint-Santin, Sénergues, Cassaniouze, Vieillevie, Conques-en-Rouergue, Mourjou és Puycapel községekkel határos.
2016. január 1-jén három másik korábbi községgel egyesült és az így létrejött Conques-en-Rouergue új község része lett.

## Népesség
A település népessége az elmúlt években az alábbi módon változott:
| Lakosok száma | 677  | 585  | 527  | 489  | 424  | 410  | 407  | 396  | 372  | 381  |
|               | 1962 | 1968 | 1982 | 1990 | 1999 | 2008 | 2011 | 2013 | 2017 | 2018 |